# Reine Mbea
Reine Mbea est une écrivaine camerounaise originaire de Yaoundé, où elle a grandi.

## Biographie

### Enfance, Études et Début
Reine Mbéa est une auteure camerounaise qui s'intéresse à l'écriture depuis son enfance. Elle a commencé sa carrière littéraire de manière plus sérieuse en 2008, en publiant des chroniques sur divers sites Internet et en créant un blog.
Son œuvre la plus connue, Les Aventures de Sissi : Chroniques d’une sérial loveuse, a d'abord été publiée sous forme de nouvelles sur son blog. Après avoir reçu des retours positifs et des demandes pour une version imprimée, l'œuvre a été éditée sous forme de roman. Ce livre suit les aventures de Sissi, une jeune femme africaine en quête de bonheur et d'un avenir meilleur. À travers son personnage, Reine Mbéa traite de thèmes tels que la pauvreté, les défis sociaux et la quête d'identité.

## Publications
- 2012 : Les Aventures de Sissi : Chroniques d’une sérial loveuse[3]